# Domagoj Bešlić
Domagoj Bešlić (* 1. Dezember 1990 in Zagreb, SFR Jugoslawien) ist ein kroatischer Fußballspieler.

## Karriere
Bešlić begann seine Karriere beim NK Vinogradar Lokošin Dol. 2010 wechselte er nach Kanada zu Hamilton Croatia. 2011 kehrte er nach Kroatien zum NK Vrapče Zagreb zurück. Nachdem er ein Jahr beim NK Sesvete gespielt hatte, wechselte er 2012 nach Österreich zum viertklassigen SV Lafnitz. Mit den Steirern konnte er 2013 in die Regionalliga aufsteigen. 2015 wechselte er zum Zweitligisten SK Austria Klagenfurt. Sein Debüt in der zweiten Liga gab er am ersten Spieltag der Saison 2015/16 gegen den FC Liefering. Im Januar 2016 wurde er an den Regionalligisten TSV Hartberg verliehen.
Zur Saison 2016/17 wechselte er zum Landesligisten SC Fürstenfeld. Nach eineinhalb Saisonen bei Fürstenfeld kehrte er in der Winterpause der Saison 2017/18 zu Lafnitz zurück. Mit den Lafnitzern konnte er zu Saisonende als Meister der Regionalliga Mitte in die 2. Liga aufsteigen. Nach der Saison 2018/19 verließ er Lafnitz und kehrte zum viertklassigen SC Fürstenfeld zurück.